# Aleksander Majewski (lotnik)
Aleksander Bronisław Majewski (ur. 24 kwietnia?/6 maja 1899 w Noworosyjsku, zm. 6 maja 1980 w Gdyni) − polski oficer lotnictwa wojskowego, uczestnik obrony z września '39, organizator powojennego lotnictwa morskiego i pierwszy dowódca Samodzielnej Eskadry Lotnictwa Marynarki Wojennej w latach 1948−1949.

## Życiorys
Aleksander Majewski urodził się w Noworosyjsku, szkołę realną ukończył w Charkowie. W 1915 roku wstąpił jako ochotnik do armii rosyjskiej. Po ukończeniu szkoły oficerskiej w Tyflisie został dowódcą kompanii 86 Pułku Piechoty. Pod koniec 1916 roku awansował do stopnia porucznika, obejmując stanowisko dowódcy szwadronu 2 Pułku Kawalerii. Po rewolucji październikowej walczył nad Donem w szeregach Armii Czerwonej.
Pod koniec 1919 roku powrócił do Polski i wstąpił do Wojska Polskiego, początkowo jako szeregowy. Po ukończeniu kursu w 1920 roku przywrócono mu stopień oficerski. W latach 1924−1925 ukończył Szkołę Pilotów w Bydgoszczy i został skierowany początkowo do 6 pułku lotniczego, następnie 64 eskadry liniowej. W styczniu 1930 roku został promowany do stopnia kapitana i przeniesiony jako dowódca do 63 Eskadry Towarzyszącej. W 1934 roku powrócił do 64 Eskadry, jako jej oficer taktyczny. Później dowodził eskadrami treningowymi 6. i 5. pułku lotniczego. W marcu 1939 pełnił służbę w Szkole Podoficerów Lotnictwa dla Małoletnich w Krośnie na stanowisku dowódcy oddziału portowego Bazy Lotniczej. Zajmował wówczas 2. lokatę na liście starszeństwa kapitanów lotnictwa, grupa liniowa.
W maju 1939 roku Aleksander Majewski został dowódcą obrony przeciwlotniczej twierdzy brzeskiej. Brał udział w walkach w jej obronie we wrześniu 1939 roku, później przedostał się do Francji. Wstąpił do Polskich Sił Powietrznych, organizując szkolenie obserwatorów lotniczych. Po upadku Francji pełnił podobne funkcje w Wielkiej Brytanii, między innymi w szkole strzelców pokładowych. Od 1944 roku odsunięty od dowodzenia za lewicowe sympatie, latał w brytyjskim lotnictwie cywilnym. Powrócił do Polski w listopadzie 1945 roku.
Do połowy 1947 roku był zastępcą komendanta Oficerskiej Szkoły Lotniczej w Dęblinie, następnie pracował w pionie szkolenia Dowództwa Wojsk Lotniczych. W maju 1948 roku został oddelegowany do powstającego lotnictwa morskiego. Był organizatorem i pierwszym dowódcą (maj 1948 − marzec 1949) samodzielnej eskadry lotnictwa Marynarki Wojennej w Wicku Morskim. Po ucieczce samolotem do Szwecji, 21 marca 1949 roku, podporucznika Arkadiusza Korobczyńskiego, sześć dni później komandor Majewski został aresztowany przez Informację Wojskową. Sąd Marynarki Wojennej w Gdyni skazał go na cztery lata więzienia i degradację do stopnia marynarza, Najwyższy Sąd Wojskowy złagodził potem wyrok do półtora roku więzienia i degradacji do stopnia kapitana. Wyrok uchylono po odwilży 1956 roku i w styczniu roku następnego komandor Majewski został przywrócony do służby wojskowej, otrzymując także zezwolenie na dalsze wykonywanie lotów. Przeszedł w stan spoczynku 15 stycznia 1960 roku.
Jako cywil objął stanowisko zastępcy dyrektora Oddziału Polskich Linii Lotniczych LOT w Gdańsku. Został odznaczony między innymi Krzyżem Kawalerskim i Komandorskim Orderu Odrodzenia Polski oraz Złotym i Srebrnym Krzyżem Zasługi. Zmarł 6 maja 1980 roku.